# 帕姆·施赖弗
帕姆·施赖弗（英語：Pam Shriver，1962年7月4日—），美国女子网球运动员。她曾代表美国参加1988年夏季奥林匹克运动会网球比赛，搭档齐娜·加里森获得女子双打金牌。